# جولیا بکت
جولیا بکت (به انگلیسی: Julia Beckett) (زادهٔ ۴ ژوئیهٔ ۱۹۸۶) شناگر اهل بریتانیا است.